# Petushinsky (huyện)
Huyện Petushinsky (tiếng Nga: ? райо́н) là một huyện hành chính tự quản (raion), của Tỉnh Vladimir, Nga. Huyện có diện tích 1699 kilômét vuông, dân số thời điểm ngày 1 tháng 1 năm 2000 là 73900 người. Trung tâm của huyện đóng ở Petushki.